# 김정은 (만화가)
김정은은 대한민국의 만화가이다. 1999년 만화잡지 《윙크》에서 단편 〈Killing me softly〉로 데뷔하였다.

## 작품 목록

### 단편
| 작품명                             | 잡지 게재       | 출판                         | 특이사항 |
| ---------------------------------- | --------------- | ---------------------------- | -------- |
| Killing me softly                  | 《윙크》 1999년 | 《세상에서 가장 비참한 고1》 | 데뷔작   |
| 메텔과 테리우스                    | 《윙크》        | 《세상에서 가장 비참한 고1》 |          |
| HR 프린세스                        | 《윙크》        | 《세상에서 가장 비참한 고1》 |          |
| 세상에서 가장 비참한 고1           | 《윙크》        | 《세상에서 가장 비참한 고1》 |          |
| Dreams                             | 《윙크》        | 《세상에서 가장 비참한 고1》 |          |
| 백혈병과 기억상실증                | 《윙크》        | 《세상에서 가장 비참한 고1》 |          |
| 기자의 일                          | 《윙크》        | 《세상에서 가장 비참한 고1》 |          |
| 남녀공학을 해야 하는 이유          | 《윙크》        | 《세상에서 가장 비참한 고1》 |          |
| 내가 널 좋아하는 거 남들도 다 알아 | 《윙크》        | 《What's up?》(왓츠 업?)     |          |

### 장편
| 작품명               | 잡지 게재                      | 출판  | 특이사항                       |
| -------------------- | ------------------------------ | ----- | ------------------------------ |
| What's up?(왓츠 업?) | 《윙크》                       | 1권   |                                |
| 지그재그             | 《파티》 2002년 ~ 2004년 3월호 | 전4권 |                                |
| 엘리제를 위하여      | 《비쥬》                       | 전1권 |                                |
| 더 데이              | 《비쥬》                       | 1권   |                                |
| 사의 찬미            | 《슈가》, 웹진《슈가》         | 단권  | 《슈가》의 휴간 후 인터넷 연재 |
| 지구생활백서         | 웹진《슈가》                   | 단권  | 인터넷 연재                    |

## 출판 목록
- 《세상에서 가장 비참한 고1》

단편집, 2000년 10월 15일, 서울문화사, ISBN 89-532-0174-8
- 《What's up?》(왓츠 업?)

1권, 2002년 1월 23일, 서울문화사
- 《지그재그》

1권, 2002년 8월 31일 초판발행, 학산문화사, ISBN 978-89-529-3062-0
2권, 2003년 3월 25일 초판발행, 학산문화사, ISBN 978-89-529-3858-9
3권, 2003년 8월 22일 초판발행, 학산문화사, ISBN 978-89-529-4522-8
4권, 2004년 3월 17일 초판발행, 학산문화사, ISBN 978-89-529-5273-8
- 《엘리제를 위하여 ~권력과 미모의 이중주~》

단권, 2002년 12월 4일 초판발행, 시공사, ISBN 978-89-527-2707-7
- 《The Day》(더 데이)

1권, 2004년 6월 21일 초판발생, 시공사, ISBN 978-89-527-3838-7
- 《사의 찬미》

1권, 2004년 10월 25일, 서울문화사, ISBN 89-532-5691-7
2권, 2005년 5월 20일, 서울문화사, ISBN 89-532-6363-8
3권, 2006년 2월 10일, 서울문화사, ISBN 89-532-6881-8
- 《지구생활백서》

1권, 2006년 11월 22일, 서울문화사, ISBN 89-532-7400-1
2권, 2007년 4월 13일, 서울문화사, ISBN 978-89-532-7731-1
3권, 2007년 10월 20일, 서울문화사, ISBN 978-89-532-8009-0
4권, 2008년 2월 27일, 서울문화사, ISBN 978-89-532-8434-0